# Dasypodaidae
Dasypodaidae (лат.) — семейство пчёл из отряда перепончатокрылых. Включает 7 родов и более 80 видов. Ранее (до Danforth, 2006) рассматривались в составе семейства Melittidae.

## Биология
Гнездятся в земле. Олиготрофные опылители.

## Характеристика
Имеют две субмаргинальные жилки на переднем крыле.
Мохноногие пчелы рода Dasypoda это крупные (длина тела около 15 мм) пчелы с длинными волосками на задних ногах.

## Распространение
Встречаются в Африке и Голарктике. В Европе около 5 видов рода Dasypoda.

## Классификация
Известно 7 родов и около 80 видов. Таксономический статус группы дискутируется. Ранее рассматривались в ранге подсемейства в составе семейства Melittidae в широком таксономическом объёме, но последние молекулярные исследования показали, что эта группа является сестринской ко всем остальным пчёлам (Danforth, 2006). Изначально семейство получило название «Dasypodidae», но это имя оказалось преоккупировано семейством Броненосцы (Dasypodidae  Gray, 1821) и поэтому заменено.
- Подсемейство Dasypodainae (или триба Dasypodaini)
  - Dasypoda Latreille, 1802 — Мохноногие пчелы (20 видов)
  - Eremaphanta Popov, 1940
  - Hesperapis Cockerell, 1898

- Подсемейство Promelittinae (или триба Promelittini)
  - Afrodasypoda Engel, 2005
  - Promelitta Warncke, 1977

- Подсемейство Sambinae (или триба Sambini)
  - Haplomelitta Cockerell, 1934
  - Samba Friese, 1908

## Обычные виды
- Dasypoda mixta
- Dasypoda plumipes